# Джозеф Агбеко
Джозеф Агбеко (англ. Joseph Agbeko, 22 березня 1980) — ганський професійний боксер, чемпіон світу за версіями IBF (2007-2009, 2010-2011) і IBO (2013) в легшій вазі (2018).

## Професіональна кар'єра
Дебютував на профірингу 1998 року. В шостому бою завоював титул чемпіона Гани у легшій вазі, в дев'ятому — чемпіона Африки. 8 вересня 2001 року завоював вакантний титул чемпіона WBF у легшій вазі. 18 травня 2004 року в бою за титул чемпіона EBA зазнав першої поразки, програвши рішенням більшості Володимиру Сидоренко (Україна). В наступному бою 29 жовтня 2004 року завоював вакантний титул чемпіона Співдружності.
29 вересня 2007 року зустрівся в бою з чемпіоном світу за версією IBF у легшій вазі Луїсом Альберто Пересом (Нікарагуа) і виграв технічним рішенням в сьомому раунді, відібравши титул чемпіона. Провів два успішних захиста проти Вільяма Гонсалеса (Нікарауга) і Віка Дарчиняна (Вірменія). 31 жовтня 2009 року втратив титул, програвши одностайним рішенням Йонні Пересу (Колумбія).
11 грудня 2010 року в рамках турніру у легшій вазі від Showtime Джозеф Агбеко і Йонні Перес зустрілися вдруге. Перемогу одностайним рішенням суддів здобув ганець, повернувши собі звання чемпіона. 13 серпня 2011 року Агбеко зустрівся в бою з непереможним мексиканцем (21-0-1) Абнером Маресом (Мексика), який 11 грудня 2010 року у півфіналі турніру переміг Віка Дарчиняна. Поєдинок між Агбеко і Маресом завершився перемогою мексиканця, ганець зазнав третьої поразки. У реванші 3 грудня 2011 року Агбеко знов програв за очками.
20 травня 2010 року в бою проти Луїса Мелендеса (Колумбія) одностайним рішенням суддів завоював вакантний титул чемпіона IBO у легшій вазі.
7 грудня 2013 року вийшов на бій проти чемпіона світу за версіями WBA і WBO у другій легшій вазі Гільєрмо Рігондо (Куба) і програв одностайним рішенням суддів.
Здобувши дев'ять перемог поспіль, Агбеко завершив кар'єру 2020 року.